# 绍根镇
绍根镇，是中华人民共和国内蒙古自治区赤峰市阿鲁科尔沁旗下辖的一个乡镇级行政单位。

## 行政区划
绍根镇下辖以下地区：
阿格坦塔拉嘎查、绍根嘎查、浩力宝嘎查、阿民温都尔嘎查、太本嘎查、莫勒黑图村、燕窝村、爱根苏木村、温都包尔嘎查、额黑诺尔嘎查、乌那嘎嘎查、德博勒庙嘎查、都日博代嘎查、柴达木嘎查、登吉格嘎查、清河子嘎查、乌丹套海嘎查、阿拉善嘎查、巴彦高勒嘎查、查干浩特嘎查、巴彦温都尔嘎查、新立嘎查和呼和格日嘎查。